# Saison 1 du Destin des Tortues Ninja
Chronologie
Saison 2
Cet article présente les épisodes de la première saison de la série télévisée d'animation américaine Le Destin des Tortues Ninja diffusée du 20 juillet 2018 au 16 novembre 2019 sur Nickelodeon.
En France, la première saison est diffusée du 17 novembre 2018 au 14 décembre 2019 sur Nickelodeon France.

## Diffusion
- États-Unis : du 20 juillet 2018 au 16 novembre 2019 sur Nickelodeon
- Canada : depuis le 21 septembre 2018 sur YTV
- France : du 17 novembre 2018 au 14 décembre 2019 sur Nickelodeon France